# Glochidion meijeri
Glochidion meijeri är en emblikaväxtart som beskrevs av Airy Shaw. Glochidion meijeri ingår i släktet Glochidion och familjen emblikaväxter. Inga underarter finns listade i Catalogue of Life.